# رينالدو أنطونيو هرنانديز
رينالدو أنطونيو هرنانديز (بالإسبانية: Reynaldo Antonio Hernández) (11 سبتمبر 1984 في السلفادور - ) هو لاعب كرة قدم سلفادوري في مركز الدفاع. شارك مع منتخب السلفادور لكرة القدم. أما مع النوادي، فقد لعب مع C.D. Vista Hermosa ‏ ونادي أكويلا.

## مسيرته الكروية
لعب رينالدو أنطونيو هرنانديز خلال مسيرته الاحترافية مع ناديين في ثمانية مواسم وسجل خلالها هدفًا واحدًا ضمن 152 مباراة. ولم يفز بأي موسم بالكأس أو بالدوري.
خاض رينالدو أنطونيو هرنانديز مسيرته مع C.D. Vista Hermosa ‏ في موسم 2006–07 ليلعب معه ستة مواسم، مشاركًا في 134 مباراة سجل خلالها هدفًا واحدًا. ثم انتقل إلى نادي أكويلا في موسم 2012–13 ولمدة موسمين، حيث شارك في 18 مباراة ولم يسجل أي هدف.

## وصلات خارجية
- رينالدو أنطونيو هرنانديز على موقع قاعدة بيانات كرة القدم.إي يو (الإنجليزية)
- رينالدو أنطونيو هرنانديز على موقع ناشيونال فوتبول تيمز (الإنجليزية)
- رينالدو أنطونيو هرنانديز على موقع Soccerway.com (الإنجليزية)